# Eficiencia (ciencia de redes)
En Ciencia de redes, la eficiencia de una red es una medida de cuan eficientemente intercambia información. El concepto de eficiencia puede ser aplicado dentro de una red, tanto a una escala global como local. En el caso de ser a escala global, la eficiencia cuantifica el intercambio de información a través de toda la red, donde la información se intercambia simultáneamente. La eficiencia local cuantifica la resistencia de una red a fallar a pequeña escala. Es decir, la eficiencia local de un nodo se caracteriza según qué tan bien es intercambiada la información por sus vecinos, cuando el nodo es removido.

### Definición
La eficiencia promedio de una red {\displaystyle G} se define como:
{\displaystyle E(G)={\frac {1}{n(n-1)}}\sum _{i\neq j\in G}{\frac {1}{d(i,j)}}}
Donde {\displaystyle n} denota el total de nodos en una red y {\displaystyle d(i,j)} denota la longitud el camino más corto entre el nodo {\displaystyle i}. y otro nodo {\displaystyle j}.
Como una alternativa al largo promedio de los caminos entre nodos {\displaystyle L} de una red, la eficiencia global de una red se define como:
{\displaystyle E_{glob}(G)={\frac {E(G)}{E(G^{ideal})}}}
donde {\displaystyle G^{ideal}}  es el gráfico “ideal” con {\displaystyle n} nodos, donde todos los posibles vínculos están presentes. La eficiencia global de una red es una medida comparable a {\displaystyle 1/L}, en lugar de solo la longitud promedio del camino. La clave en la distinción es que {\displaystyle 1/L} cuantifica la eficiencia en un sistema donde sólo un paquete de información se está moviendo a través de la red, y {\displaystyle E_{glob}(G)} cuantifica la eficiencia donde todos los nodos están intercambiando paquetes de información entre sí.
Como una alternativa al coeficiente de agrupamiento de una red, la eficiencia local se define como:
{\displaystyle E_{loc}(G)={\frac {1}{n}}\sum _{i\in G}E(G_{i})}
donde {\displaystyle G_{i}} es el subgráfico local consintiendo solo de los vecinos inmediatos del nodo {\displaystyle i}-ésimo, sin el nodo {\displaystyle i}.

### Aplicaciones
La eficiencia de una red puede ser usad apara cuantificar comportamientos de redes de mundo pequeños. También puede ser usada para determinar la economía de las estructuras en redes de peso ponderado y redes sin peso ponderado Se puede comparar las dos medidas de eficiencia de una red, a una red generada al azar del mismo tamaño, para ver qué tan económicamente fue construida la red. Además, la eficiencia global es más fácil de usar numéricamente que su contraparte, la longitud del camino.
Por estas razones, el concepto de eficiencia ha sido utilizado en las muchas y diversas aplicaciones de la ciencia de redes
 La eficiencia es útil en el análisis de redes generadas por humanos, como en redes de transporte y comunicaciones. Se utiliza  para determinar la economía (el costo y beneficio) de la construcción de una red, así como cuan tolerante a fallas es. Estudios de dichas redes han revelado que estas tienden a tener una gran eficiencia global, implicando un buen uso de los recursos, pero una baja eficiencia local. Esto se debe a que, por ejemplo, una red de subterráneos no está cerrada y los pasajeros pueden ser reencaminados por colectivos, incluso si un camino particular de la red no se puede utilizar.
Más allá de las redes construidas por humanas, la eficiencia es una medida útil para hablar de redes biológicas. En cualquier faceta de la biología, la escasez de recursos juega un rol importante, y las redes biológicas no son la excepción. La eficiencia es usada en neurociencias para discutir la transferencia de información a través de redes neuronales, conde el espacio físico y la restricción de recursos son factores mayores. La eficiencia también ha sido usada en el estudio de los túneles de las colonias de hormigas, que están compuestas por cuartos grandes y muchos túneles en expansión Esta aplicaciones no es sorprendente, dado que las largas estructuras de las colonias deben servir como redes de transporte para varios recursos, como la comida.